# Buckaroo (Il winchester che non perdona)
Buckaroo (Il winchester che non perdona) è un film del 1967 diretto da Adelchi Bianchi.

## Trama
Lasch ed un amico, si recano per prendere possesso di una miniera d'oro situata vicino ad un paesino nei pressi del confine messicano. La diligenza su cui viaggiano, viene attaccata dalla banda di fuorilegge di Monteiro. Lasch, d'accordo con Monteiro, per salvarsi ucciderà a tradimento il suo amico. Johnny, è un vecchio, proprietario di una fattoria con un'altra miniera d'oro, situata vicino a quella che deve prendere Lasch. Lasch, per impossessarsi di tutto gli renderà la vita impossibile, minacciandolo e cercando di impedire che nessuno lavori per lui, facendo in modo che l'azienda vada in malora. Lasch, diventa così l'uomo più ricco e potente della zona. In paese arriva Buckaroo, domatore di cavalli, che accetta di lavorare per Johnny. In un'imboscata, Johnny viene ucciso, Buckaroo raduna gli uomini per combattere l'esercito di Lash e quello di Monteiro.

## Location
- Le Cascate di Monte Gelato, Mazzano Romano, Italia[1]